# 薩維奇冰原島峰
86°27′S 124°58′W / 86.450°S 124.967°W
薩維奇冰原島峰（英語：Savage Nunatak）是南極洲的冰原島峰，位於瑪麗伯德地的里迪冰川東岸，處於哈徹海崖東南面13公里，美國地質調查局根據測量和該國海軍的空中照片繪入地圖，現時由南極條約體系管理。